# 肯尼思·賽瑟姆
肯尼思·賽瑟姆，FBA（1887年9月2日—1971年8月26日），是英國語言學家，出生於紐西蘭。
在就讀奧克蘭大學後，他於1910年獲得羅德獎學金，得以進入英國牛津大學墨頓學院就讀。1912年，他成為A. S. Napier教授的助理，協助教導中古英語；在這期間曾教過J·R·R·托爾金。
第一次世界大戰期間，賽瑟姆被認為不適合服役。1915年，他開始在牛津大學出版社工作。之後也跟托爾金有過合作。
他於1948年退休，移居錫利群島，仍繼續編撰和出版書籍，直到去世為止。